# آب‌سنگ

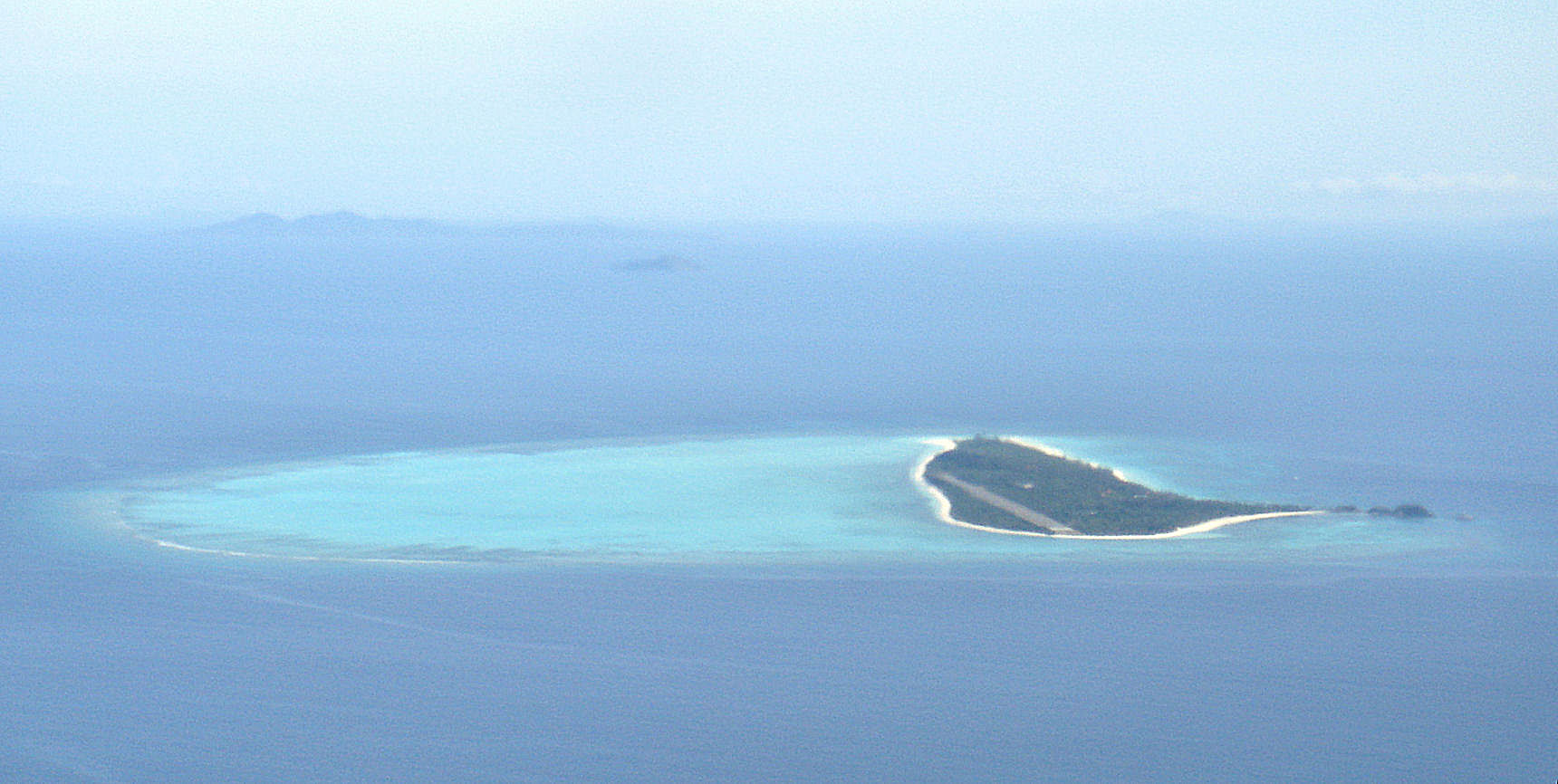
جزیرهٔ پامالیکَن و آب‌سنگ پیرامونی آن. دریای سولو، فیلیپین.

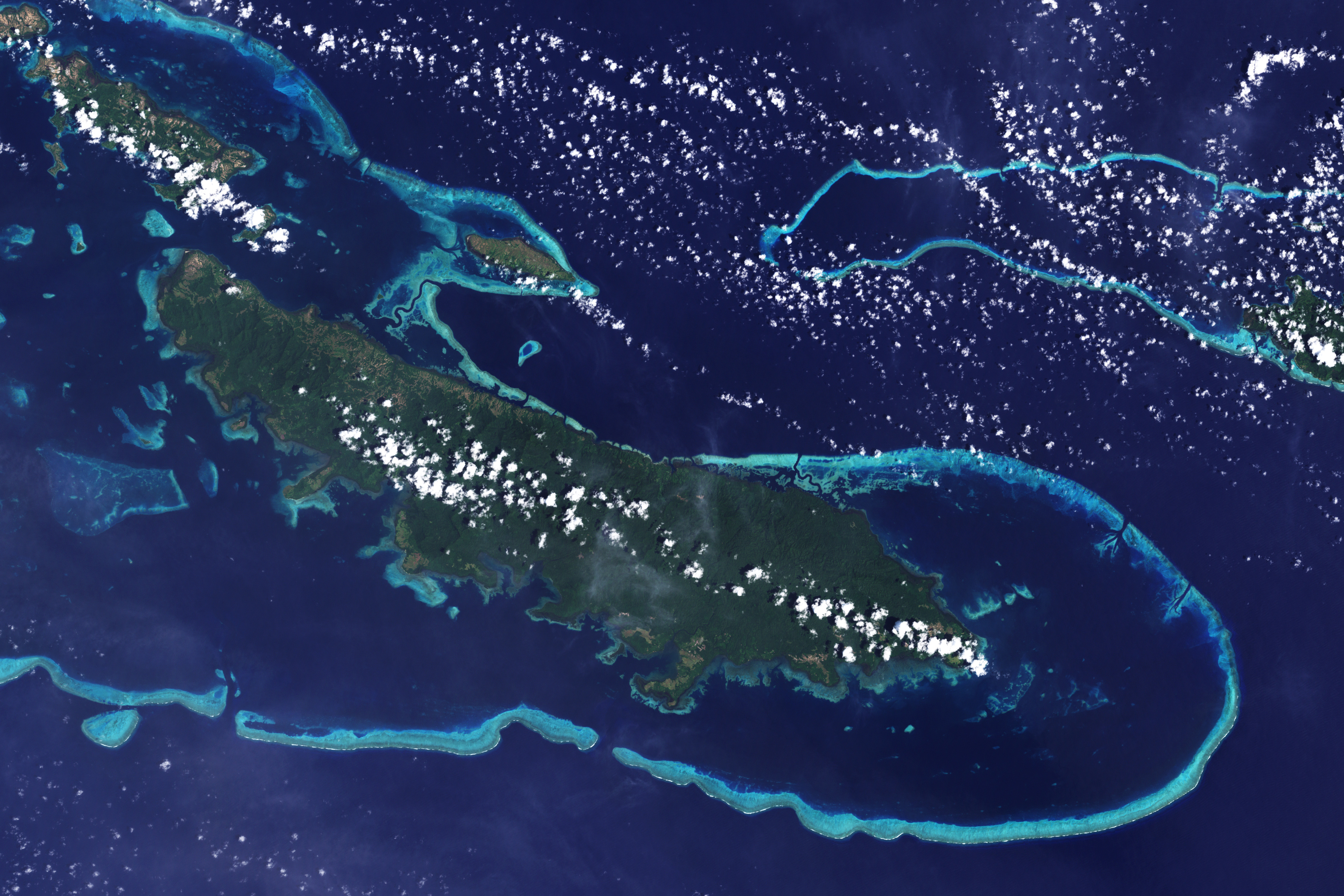
تصویر ماهواره‌ای از جزیره واناتینای که آبسنگ‌ها به رنگ آبی آسمانی در پیرامون آن دیده می‌شوند.

نوار یا باریکه‌ای از صخره یا ماسه یا مرجان یا سازه‌های دست‌ساز در نزدیکی سطح آب یا برآمده از آن را آب‌سَنگ می‌گویند. به آب‌سنگ، صخرهٔ آبی، صخرهٔ دریایی و تپهٔ دریایی نیز گفته می‌شود.
آبسنگی که مستقیماً به ساحل قاره یا جزیره متصل است آبسنگ حاشیه‌ای نام دارد. نوعی آبسنگ مرجانی که آب‌های آزاد آن را از خشکی جدا کرده‌است به آبسنگ سدی معروف است.
نوعی از آب‌سنگ‌ها به صورت صخره سنگی زیرآبی هستند که هنگام جزر سر آن از آب خارج می‌شود و بیشتر با نام تپه‌های زیردریایی معروف‌اند.
معروف‌ترین گونهٔ آب‌سنگ‌ها، آبسنگ‌های مرجانی و حلقوی هستند.